# Onogures
Os onogures ou ogures (em grego: Ὀνόγουροι, Οὔρωγοι, Οὔγωροι; romaniz.: Onogouroi, Ourogoi, Ougoroi; "dez tribos", "tribos") eram cavaleiros nômades turcos que floresceram na estepe pôntico-cáspio e na região do Volga entre os séculos V e VII, e falavam o língua ogúrica.

## Etimologia
O etnônimo onogur é amplamente considerado como tendo derivado de On-Oğur, "dez ogures (tribos)". Estudiosos modernos consideram que os termos turcos para tribo (oguz e ogur) derivam do turco *og/uq, que significa "parentesco ou ser aparentado". Os termos inicialmente não eram os mesmos, pois oq/ogsiz significava "seta", enquanto oğul significava "prole, criança, filho", oğuš/uğuš significada "tribo, clã", e o verbo oğša-/oqša significava "ser como, assemelhar-se". O etnônimo húngaro é derivado de onogures.

## História
Os onogures foram uma das primeiras tribos turcas ogúricas que entraram nas estepes pônticas como resultado de migrações iniciadas no interior da Ásia. O estudioso armênio do século X Moisés de Dascurã registrou, considerado o final do século IV, sobre certo Honagur, "um Huno[a] dos honques" que invadiu a Pérsia e que estava relacionada com os onogures que viviam perto da Transcaucásia e do Império Sassânida. Estudiosos também relacionam os quionitas a este relato. De acordo com Prisco de Pânio, em 463 os representantes dos saragures (lit. "ogures brancos") de Hernaco, ogures e onogures vieram ao imperador em Constantinopla e explicaram que haviam sido expulsos de sua terra natal pelos sabires, que tinham sido atacado pelos avares no interior da Ásia. Este emaranhado de eventos indica que as tribos ogúricas estão relacionadas com os povos dinglingues e tieles. Considera-se que pertenciam às tribos tieles mais ocidentais, que também incluíam os uigures-tocuzes oguzes e os oguzes, e foram inicialmente localizados na Sibéria Ocidental e no Cazaquistão.
A origem dos cutrigures e utigures, que viviam nas proximidades dos onogures e búlgaros, e sua relação mútua, é considerada obscura. Os estudiosos não têm certeza de como a união entre onogures e búlgaros se formou, imaginando-a como um longo processo no qual vários grupos diferentes se fundiram. Durante esse tempo, os búlgaros podem ter representado uma grande confederação da qual os onogures formaram uma das tribos principais, juntamente com os remanescentes dos utigures e cutrigures, entre outros. Jordanes na Gética (551) mencionou que os hunuguros (que se acredita serem os onogures) eram notáveis pelo comércio de pele de marta. Na Idade Média, a pele de marta era usada como substituto do dinheiro cunhado. Isso também indica que viviam perto de florestas e estavam em contato com os povos fino-úgrios.
A tradução siríaca da História Eclesiástica do Pseudo-Zacarias Retórico (c. 555) registra os avnagur (aunagures; que são considerados os onogures), wngwr (onogures) e wgr (ogures) no seguinte contexto: "Aunagures são pessoas que vivem em tendas. Augares sabires, burgares, alanos, curtargares, avares, hasares, dirmares, sirurgures, bagrasires, culas, abdeis e heftalitas são trezes povos que vivem em tendas e ganham a vida com a carne do gado e peixes, de animais selvagens e por suas armas (saque)". Sobre os búlgaros e os alanos, durante a primeira metade do século VI, acrescentou: "A terra Basgum (...) se estende até os Portões do Cáspio e até o mar, que estão nas terras dos hunos. Além das portas vivem os burgares (búlgaros), que têm a sua língua, e são pessoas pagãs e bárbaras. Eles têm cidades. E os alanos - eles têm cinco cidades."
Os onogures (ogures), nas fontes dos séculos VI e VII, foram mencionados principalmente em conexão com a conquista avar e goturca da Eurásia Ocidental. De acordo com o Menandro Protetor do século VI, o "líder dos Οὐγούρων" tinha a autoridade do turco jabegu grão-cã na região do rio Cubã até o baixo Dom. No início do século VII, Teofilato Simocata registrou que certa cidade onogur de Bacate (Βακάθ) foi destruída por um terremoto antes de sua vida. O nome soguediano indica que estava situado nas proximidades da Ásia Central iraniana. Simocata na Carta do Turco Grão-Cã (Turxanto) ao imperador Maurício registrou um aviso complexo:
| “ | (...) o grão-cã partiu em outro empreendimento e subjugou todos os Ὀγώρ. Este povo é (um) dos mais poderosos por causa de seus números e seu treinamento para a guerra em equipamento de batalha completo. Fizeram suas moradas para o leste, de onde corre o rio Til, que os turcos têm o costume de chamar de "Negro". Os chefes mais antigos deste povo são chamados Οὐάρ e Χουννί. | ” |

De acordo com o grão-cã, parte dos uares e hunos que chegaram à Europa Oriental foram confundidos pelos onogures, barsis, sabires e outras tribos com os avares originais, e como tal os uares e hunos aproveitaram a situação e começaram a se chamar ávaros. Simocata ainda relatou que "quando os ogores, então, foram completamente derrotados, o grão-cã entregou o chefe dos colques (Kolx) à mordida da espada", que indica a resistência dos ogures à autoridade turca. Estudiosos consideram que se o Til é Cara Itil (Itil Negro) / Volga (Atil/Itil), então o mencionado Ὀγώρ seriam os ogures, enquanto que se estiver na Ásia Interior, então poderiam ser o uigures.

### Antiga Bulgária
Cubrato organizou os onogures sob seu império da Antiga Grande Bulgária em meados do século VII. A partir do século VIII, as fontes bizantinas mencionam frequentemente os onogures em estreita ligação com os búlgaros. Agatão (início do século VIII) escreveu sobre a nação dos búlgaros onogures. Nicéforo I (início do século IX) observou que Cubrato era o senhor dos onogundures; seu contemporâneo Teófanes, o Confessor se referiu a eles como onogundur-búlgaros. Cubrato revoltou-se com sucesso contra os ávaros e fundou a Antiga Grande Bulgária (Magna Bulgária), também conhecida como Estado dos onogundur-búlgars, ou Pátria Onogúria na Cosmografia de Ravenna. Constantino VII (meados do século X) observou que os búlgaros anteriormente se chamavam onogundures.
Esta associação foi anteriormente espelhada em fontes armênias, como o Ashkharatsuyts, que se refere aos Olxontor Błkar (onogures-búlgaros), e a História do século V de Moisés de Corene, que inclui um comentário adicional de um escritor do século IX sobre a colônia do Vłĕndur Bułkar. Marquart e Golden conectaram essas formas com o Iġndr (*Uluġundur) de ibne Alcalbi (c. 820), os Vnndur (*Wunundur) do Hudud al-'Alam (982), os Wlndr (*Wulundur) de Almaçudi (século X) e o nome húngaro para Belgrado Nándorfehérvár, os nndr (*Nandur) de Abuçaíde de Gardiz (século XI) e *Wununtur na carta do rei cazar José. Todas as formas mostram as mudanças fonéticas típicas do ogúrico tardio (protético w-; o- > wo-, u-, *wu-).